# Linkin Park Underground 12
Linkin Park Underground 12 (abreviado como LPU 12) é o décimo quarto CD lançado pela banda americana de rock Linkin Park para o seu fanclub oficial, o LP Underground. O EP foi lançado em novembro de 2012.
O álbum contém dez demos que vão desde as sessões de gravação de Hybrid Theory até as sessões de gravação do Minutes to Midnight.

## Gravação
As dez faixas do disco, variam de vários ciclos de gravação da banda, demos de "Points of Authority" e "Forgotten" das sessões de gravação de Hybrid Theory; "Pepper" e "Ominous" das sessões de Meteora; "Homecoming", "Clarity", "Asbestos", "Bunker" e "Debris" das sessões de Minutes To Midnight; e "So Far Away" das sessões do Pré-Hybrid Theory.

## Faixas
| Faixas do CD   |                                         |         |  |
| N.º            | Título                                  | Duração |  |
| 1.             | "Homecoming" (Minutes to Midnight Demo) | 3:08    |  |
| 2.             | "Points of Authority" (Demo)            | 3:05    |  |
| 3.             | "Clarity" (Minutes to Midnight Demo)    | 3:05    |  |
| 4.             | "Asbestos" (Minutes to Midnight Demo)   | 1:55    |  |
| 5.             | "Bunker" (Minutes to Midnight Demo)     | 3:56    |  |
| 6.             | "So For Away" (Unreleased 1998)         | 2:53    |  |
| 7.             | "Pepper" (Meteora Demo)                 | 2:56    |  |
| 8.             | "Debris" (Minutes to Midnight Demo)     | 3:24    |  |
| 9.             | "Ominous" (Meteora Demo)                | 3:08    |  |
| 10.            | "Forgotten" (Demo)                      | 3:45    |  |
| Duração total: | Duração total:                          | 31:16   |  |